# Plaça de la Revolució de Setembre del 1868
La plaça de la Revolució de Setembre del 1868 es troba a la Vila de Gràcia (Barcelona), entre els carrers de Ramon y Cajal i Terol, i és el punt de partida del carrer de Verdi. El nom fa referència a la Revolució de 1868 o «La Gloriosa», que donà inici al Sexenni Democràtic i a la primera República espanyola.

## Descripció
Entre els elements més característics hi ha diversos exemplars de xicrandes, per la qual cosa en època de floració el lloc se sol omplir de fulles de color lila. A banda, també hi ha un mosaic a terra en forma de joc de la xarranca, inaugurat durant la Festa Major del 1997. A sota de la plaça hi ha un refugi antiaeri (R. 0267), descobert el 1995 durant la construcció d'un aparcament soterrat.

## Història
La plaça ha patit diversos canvis de nom al llarg de la seva història en funció de la situació política del moment. Originàriament, el 1845, es denominava de Santa Isabel, però anys més tard fou reanomenada com a Isabel II, simplificat popularment com a Isabel. Durant el Sexenni Democràtic es va enretirar els noms de carrers i places associades a la monarquia enderrocada, i el 1871 es va rebatejar per primer cop com de la Revolució. La restauració borbònica li donà el nom de la Unificació. L'any 1936 va retornar l'apel·latiu oficial del Sexenni, mentre que durant els primers anys del règim franquista es recuperà el nom anterior, aquest cop en referència al Decret d'Unificació de 1937 amb què es fundava la Falange Española Tradicionalista y de las JONS. No seria fins al 1983 que es tornaria a denominar de la Revolució, nom ampliat posteriorment a l'actual de la Revolució de Setembre del 1868 per ser més aclaridor.

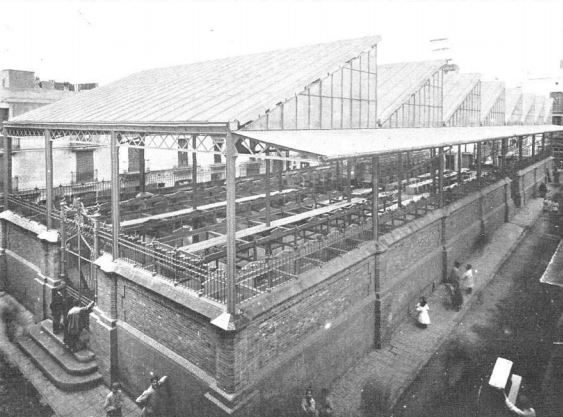
Mercat de la Revolució (1906)

A la dècada del 1880 s'hi instal·là un mercat a l'aire lliure, el segon més antic de la Vila de Gràcia, que s'estenia pels carrers dels voltants. Oficialment era de la Revolució, però el veïnat l'anomenava popularment com d'Isabel. Tanmateix, aquest mercat no reunia les condicions i a mitjans del 1888, la societat Successors de Francesc Puigmartí i Cia va oferir a l'Ajuntament la compra d'una part dels terrenys de l'antic Vapor Nou, a l'altra banda de la Travessera de Gràcia, per a construir-hi un de nou. Finalment, aquest fou construït per la societat Francesc Torrents i Serra i Cia i inaugurat el 21 de desembre del 1892, a les quatre de la matinada, generant alguns recels en els antics comerciants.
Després de l'agregació de Gràcia el 1897, el problema de la coexistència d'ambdós mercats es va traspassar a l'Ajuntament de Barcelona, que va intentar reaccionar l’any 1906 cobrint la plaça de la Revolució amb una estructura prefabricada d'acer galvanitzat de l'empresa alemanya Stahlbau Hilgers. Finalment, però, va desistir, i l'11 de juliol del 1911, l'alcalde Salvador de Samà i Torrents, marquès de Marianao, va comprar el mercat de l'Abaceria a la vídua Dolors Llanés i al seu fill Josep Maria Torrents i Llanés per 400.000 pessetes. Dos anys després, el mercat de la Revolució fou desmantellat i una part dels materials foren utilitzats en la construcció del nou mercat de Galvany.